# ハムレット (キャラクター)
ハムレット(英語: Hamlet)は、ウィリアム・シェイクスピアの悲劇『ハムレット』の主人公であり、タイトルにもなっているキャラクターである。ハムレットはデンマークの王子で、王位を簒奪したクローディアスの甥で、前デンマーク王ハムレットの息子である。劇の最初でハムレットは父親殺しの復讐をするかどうか、またどのように復讐するかと思い悩む。悲劇の終わりまでにハムレットはポローニアス、レアティーズ、クローディアス、そしてヴィッテンベルク大学からの友人であるローゼンクランツとギルデンスターンの死を招く。ハムレットは間接的にではあるが、恋人のオフィーリア（溺死）と母ガートルード（クローディアスの過失による毒殺）の死にも関与している。

## 劇中での役割
劇の最初ではハムレットは、父ハムレット王の死、叔父クローディアスの王位継承、さらに母ガートルードの早すぎる再婚によりひどく憂鬱になっている。ある夜、父の亡霊がハムレットの前に現れ、クローディアスが王位を強奪するためにハムレット王を殺したことを告げ、ハムレットに父の死の復讐をするよう命令する。
クローディアスは、何がハムレットをそんなにも苦しめているのかを明らかにするために、ハムレットの友人であるローゼンクランツとギルデンスターンをヴィッテンベルクから呼び寄せる。クローディアスとアドバイザーのポローニアスが陰で密かに聞いているあいだに、オフィーリア（ポローニアスの娘でハムレットの恋人）にハムレットと話すよう説得する。ハムレットがその場に入ってきて、自殺するか考える（"To be, or not to be"）。オフィーリアはハムレットと会い、彼との思い出の品を返すと言う。そしてハムレットはオフィーリアの貞節を問い、「尼寺へ行け（"get thee to a nunnery"）」と告げる。
ハムレットはクローディアスが有罪かどうかを確かめるために、彼を試すやり方を思いつく。宮廷の前で、王の殺人についての劇を演じるために役者の一団を雇う。そしてホレイシオにクローディアスの反応を窺わせる。クローディアスは罪悪感に耐えられず、途中で劇を中断するように言う。クローディアスがひどく混乱している様子で観衆の前から立ち去ると、ハムレットは亡霊が言っていたことは正しかったことを知る。ハムレットはクローディアスを殺すためにあとをつけるが、クローディアスが祈っているところを目撃し、思いとどまる。というのも、ハムレットはクローディアスに煉獄の中で苦しんでほしかったので、彼が清らかな状態でいるときには殺したくはなかった。そしてクローディアスは今まさに懺悔を通して罪を洗い清めようとしていたのである。クローディアスの命を狙った2度目の企てはポローニアスの予期せぬ死を招く。
クローディアスはハムレットに殺されるかもしれないと命の危険を感じて、ローゼンクランツとギルデンスターンを同行（注意深く監視）させ、ハムレットをイングランドへ送る。クローディアスがハムレットをイングランドへ送ったのは実際はハムレットを殺すためである。イングランドへ出航するよりも前にハムレットはポローニアスの死体を隠すが、最終的にはその場所を王に明かす。一方でオフィーリアは父の死によって深い悲しみに暮れ、狂気へと追いやられる。
イングランドに送ったはずのハムレットが帰国する予定だという知らせを受け取ったクローディアスはオフィーリアの兄レアティーズに、オフィーリアが発狂した原因はハムレットにあると説得する。クローディアスは、ハムレットとレアティーズにフェンシングの試合をさせることを提案する。レアティーズはわずかなかすり傷でも確実に殺すことができるようにと、さらに剣の先端に毒を塗ることを王に知らせる。クローディアスは、その作戦が失敗したときのためにハムレットに毒の入ったワインを差し出す計画を立てる。そして2人が話している最中にガートルードが入室してきて、オフィーリアが死んだことを知らせる。
エルシノアの墓地で、一般的に「墓掘り人夫」と呼ばれる2人の「道化師」が入ってきて、オフィーリアの墓の準備をする。ホレイシオとともに到着したハムレットは道化師の1人を冷やかす。彼はハムレットの知人であったヨリックの頭蓋骨を掘り出す道化師である。レアティーズに先導されたオフィーリアの葬式の列が近づいてくる。ハムレットはオフィーリアへの愛と悲嘆を公言し、列の邪魔をする。ハムレットとレアティーズは掴み合い喧嘩になるが、クローディアスとガートルードによって止められる。
その日の後で、ハムレットは旅の途中でどのように死から逃れたかをホレイシオに話し、代わりにローゼンクランツとギルデンスターンに死んでもらったことを明かす。廷臣オズリックは話を遮り、ハムレットをレアティーズとのフェンシングに招く。ホレイシオの忠告を聞かず、ハムレットはその申し出を受け、試合が始まる。数ラウンドの後、ガートルードはハムレットを祝って乾杯し、クローディアスがハムレットを毒殺するために用意したワインを誤って飲んでしまう。試合のあいだ、レアティーズは毒の付いた剣でハムレットを刺して攻撃する。格闘が続くなかで剣が入れ替わり、ハムレットはレアティーズが使っていた毒の付いた剣を彼に対して使えるようになる。ガートルードは倒れ、最期のときに彼女が毒を盛られたことを告げる。レアティーズは死ぬ間際、クローディアスの陰謀を暴露する。ハムレットは毒の塗られた剣でクローディアスを刺し、確実に死ぬように、ハムレットを殺すために用意された毒の付いたカップで強引にクローディアスに酒を飲ませる。死に際にハムレットは、ノルウェーのフォーティンブラス王子を有望な後継者の候補者として王に任命する。ホレイシオは自らも同じ毒のワインを飲んで死のうとするが、彼がこの話の全てを知る唯一生き残った人物となるようにとハムレットがそれを遮る。ホレイシオは死ぬ前にフォーティンブラスにデンマークの王位を譲るという遺言を残す。

## ハムレットに関する見解
恐らく最もわかりやすい見解として、彼の父の魂であると主張する亡霊によって要求された復讐を遂行することを正当化するために、ハムレットは真実を捜し求めていると理解される。タイトルロールがローレンス・オリヴィエである映画『ハムレット』（1948年）は、ナレーションによって「これは決心できなかった男の悲劇である。」と紹介されている。T・S・エリオットは自身の評論"Hamlet and His Problems"(The Sacred Wood: Essays on Poetry and Criticism)のなかで、ハムレットの性格について似たような見解を述べている。
ほかの見解では、ハムレットは正しいことだと知ってもいるし感じてもいる責任を負わざるをえないが、遂行する気にならない人物としてみられる。この見解では、クローディアスの罪について納得するための努力と、復讐できるときにしなかったという失敗は復讐が不本意であったことの証明であり、ハムレットは責務を果たせなかったことに自分自身を叱責する。シーンを演じる旅役者を見たあと、ハムレットはその役者が涙を流していることに気づき、ハムレット自身の状況を考慮して古代ギリシアのキャラクター、ヘカベーへの思いを比べる。

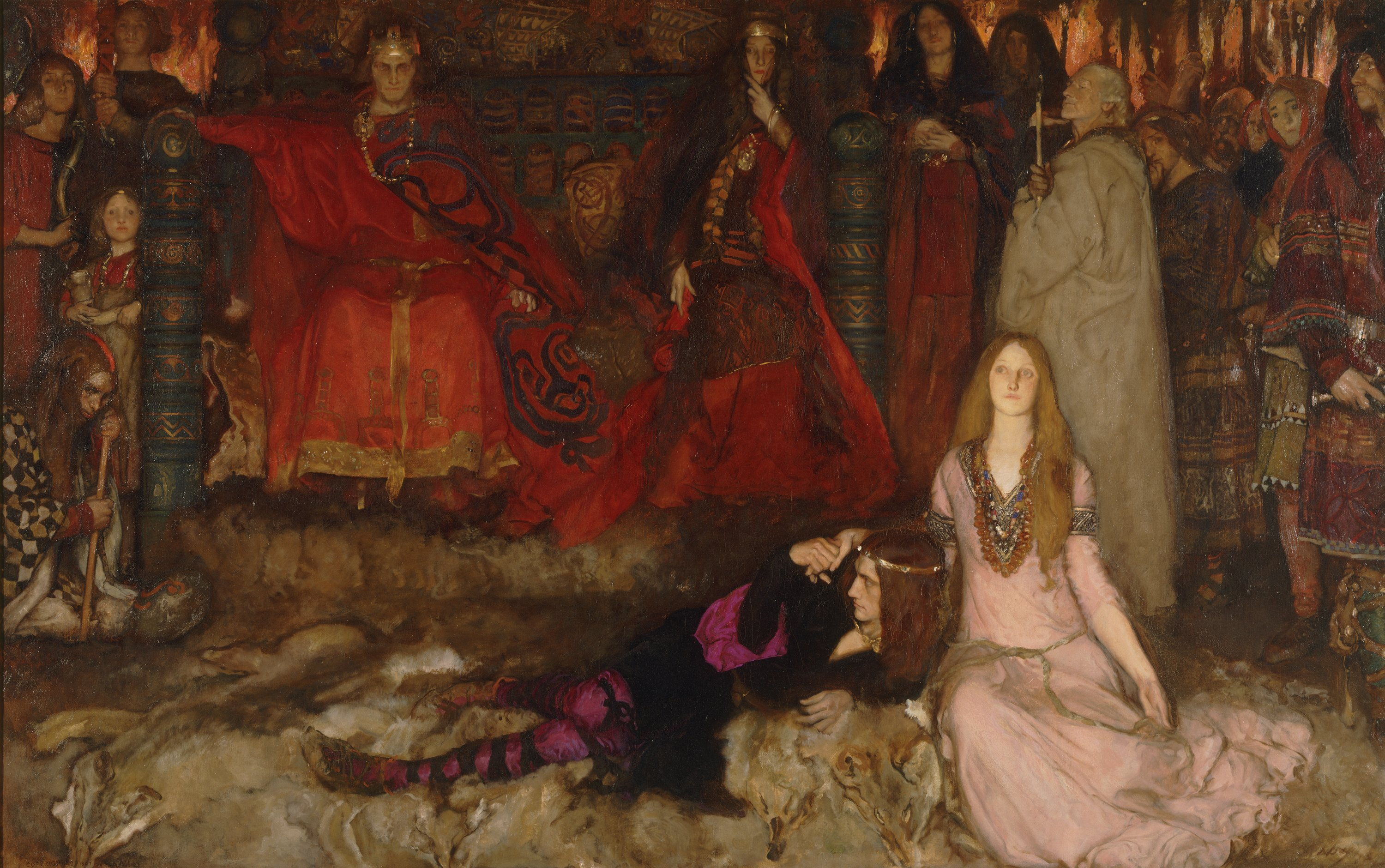
エドウィン・オースティン・アビー作「ハムレットの劇中劇」の中のオフィーリアにもたれるハムレット

### 名前の語源
ハムレットという名前はサクソ・グラマティクスによって書かれた13世紀のデンマークの歴史書のなかにまとめられた「アムレート」に由来する。それはフランソワ・ド・ベルフォレによってL'histoire tragique d'Hamletとして広まり、イングランドでは「ハムブレット」と訳された。アムレートの話は、何世紀か前の古ノルド語あるいはアイスランドの詩から生まれたと想定されている。サクソは古ジュート語のAmlethæのラテン語の形であるAmlethusを用いる。語源学の観点からすると、古アイルランドの名前 Amlóðiは、「道化」を意味するアイスランド語の名詞 Amlooiからきている。そしてそれは、ハムレットが劇のなかで演じたやり方を連想させる。後にこれらの名前はアイルランドの方言Amlodheに組み込まれた。 発音の規則が変わるにつれて名前の綴りは変化し、最終的にAmlaidheとなる。 このアイルランドの名前は一般的な民話のなかではヒーローにつけられる。この名前の根源は「激しい、猛烈な、荒っぽい」である。

### 宗教改革の影響

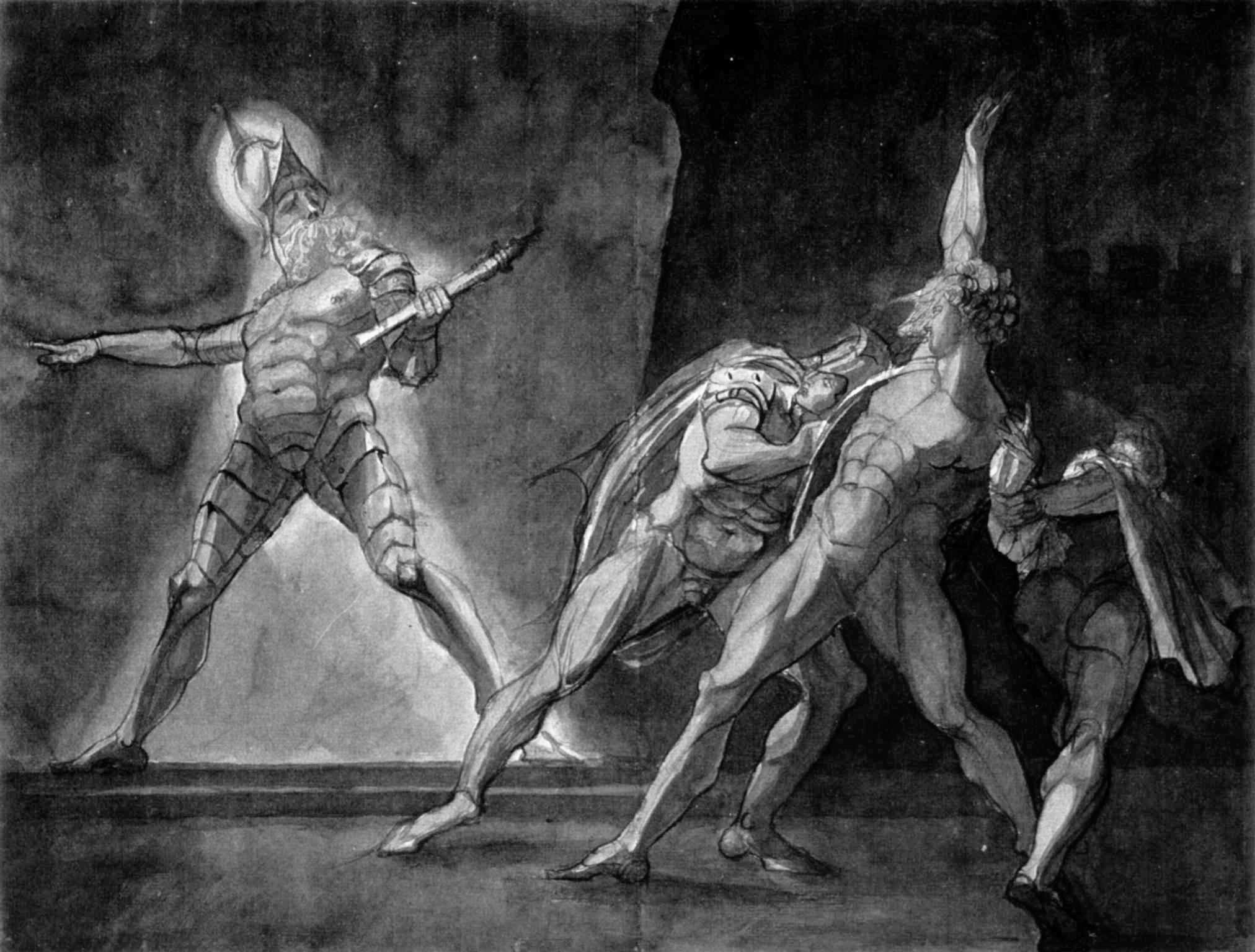
ヨハン・ハインリヒ・フュースリー「ハムレットとその父の幽霊」

ハムレットのためらいは、シェイクスピアの時代の宗教的な信念にも根付いている可能性があるともいわれる。宗教改革は煉獄（ハムレット王が現在いると主張するところ）の存在についての議論を生んだ。煉獄の概念はカトリックのもので、イングランドのプロテスタントには好まれていなかった。ハムレットは、叔父を天国へ行かせることになるため殺さないと言う一方で、彼の父（死の予知なくして死んでいる）は、煉獄のなかで罪を懺悔し続けている。ハムレットが叔父を殺す機会は、叔父が懺悔を終えたと思われる直後にやってくる。叔父を真っ直ぐに地獄に落とせるように、「近親相姦のシーツ」で戯れているあいだに、ギャンブルをしているあいだに、酒を飲んでいるあいだに、あの殺人犯を刺したいものである、とハムレットはいう。

### フロイトの見解
ジークムント・フロイトの研究を継いだアーネスト・ジョーンズは、ハムレットはオイディプス・コンプレックスに苦しんでいたと、自身のエッセイ"The Oedipus-Complex as an Explanation of Hamlet's Mystery: A Study in Motive"で唱えた。

### 観客の反映

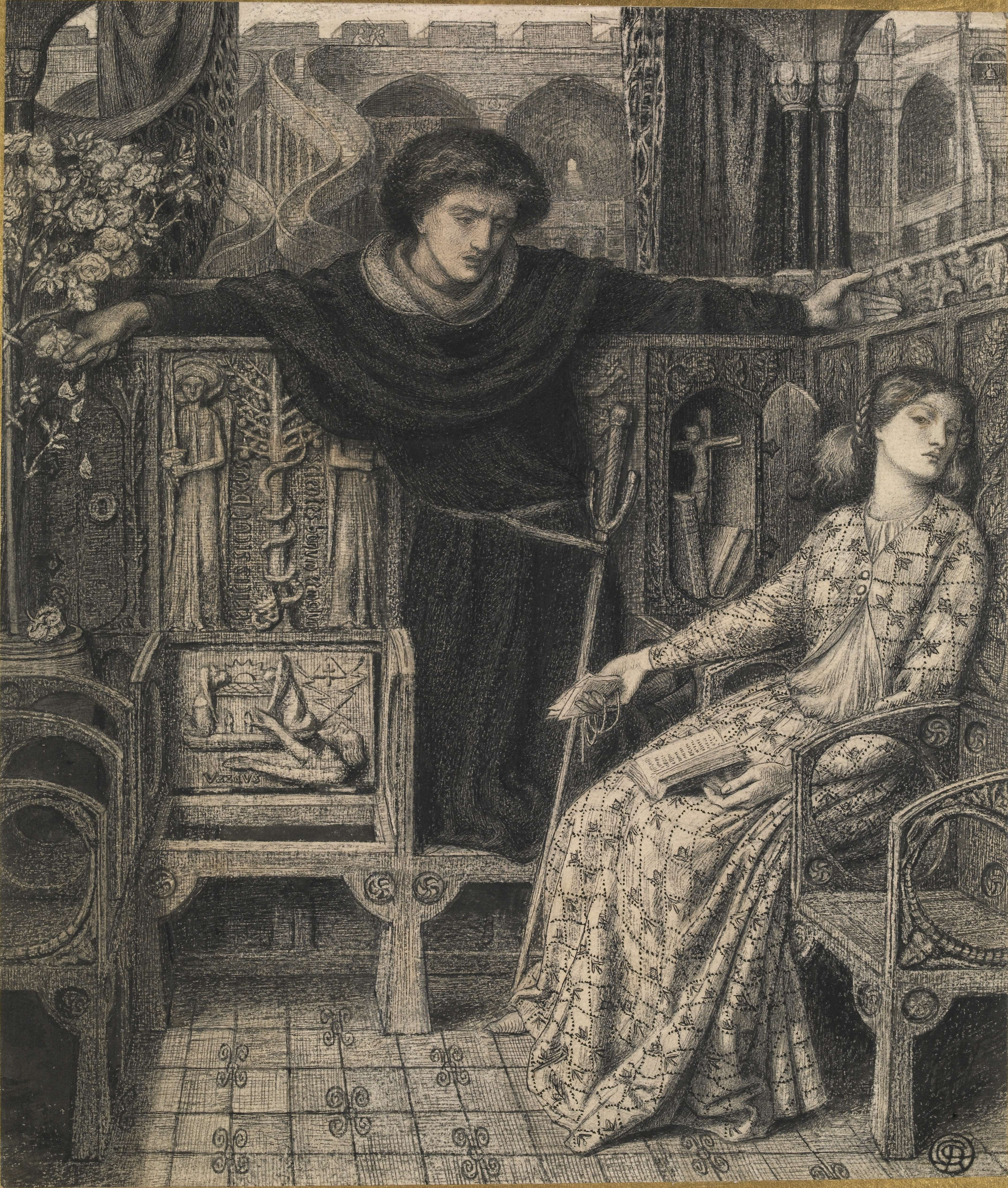
ダンテ・ゲイブリエル・ロセッティ「ハムレットとオフィーリア」

オフィーリアに "th’ expectancy and rose of the fair state, / The glass of fashion and the mould of form" (Act III, Scene i, lines 148-9)といわれるハムレットは、究極的には劇のなかの他のキャラクターや、ひょっとするとハムレットを見ている観衆が持つ解釈の全ての反映であるといわれることもある。劇のなかでほかの多くのキャラクターは類似した誤解をしているが、明らかにポローニアスはハムレットの行動の予想を読み違える癖がある ("Still harping on my daughter!")。
ガートルードは、息子の行動のすべては彼女の「早すぎる再婚」だけの結果であると解釈する同じような傾向がある。ローゼンクランツとギルデンスターンはかつての学友ハムレットのふるまいのなかに、宮廷人の阻まれた野心を見つける傾向がある一方で、クローディアスはどのくらい甥が自分にとって脅威であるかということに関してのみ、ハムレットの動機を気にかけているようである。オフィーリアは、ハムレットからの愛情を虚しくも待ち続け、ホレイシオは、ハムレットは亡霊の命令よりももっと差し迫った何かを扱っていたとはほとんど考えていなかった。そして最初の墓掘り人夫は、ハムレットはヨリックのようにいかなる説明の必要性もなしにただ狂っていたと思っていたようである。

### ハムレットの年齢
シェイクスピアの『ハムレット』第5幕第1場147行目以降、最初の墓掘り人夫は、「墓を作るようになってから」どれくらいになるのかとハムレットに尋ねられる。この質問に対する彼の答えによって、遠回しではあるがとても明確な方法でハムレットの歳が明らかになるようである。先王ハムレットが先王フォーティンブラスを破った日、「まさにハムレットが生まれた日」からであると墓掘り人夫は答える。そして少しして「私はここで教会の使用人を30年やっている」と付け加える。この論理によると、ハムレットは30歳でなければならない。死んだ道化師ヨリック（ハムレットはこのシーンのあいだ彼の頭蓋骨を持っている）は23年間土の中に埋まっているといわれており、そしてそのことはハムレットが最後にヨリックの背中に乗ったとき、ハムレットはわずか7歳であった、ということ意味する。
ハムレットの歳に関するこの見解は、初演でこの役を演じたリチャード・バーベッジは劇の初演当時32歳であったという事実によって支えられている。
しかしながら、『ハムレット』には複数版があり、この最初の段階においてハムレットは16歳という年齢で登場しているというケースもある。いくつかの証明がこの見解を支えている。ハムレットはヴィッテンベルク大学に通っていて、王家の人や貴族（エリザベス朝または中世デンマーク）は30歳では大学には行かなかった。それに加え、30歳の王子ハムレットは明らかに王位につくのにふさわしい年齢であろう。ハムレットがとても人気（クローディアスの発言による）なことを考慮すると、先王ハムレットが死んだあと王位継承に選ばれるのは叔父よりもなぜハムレットでなかったのかという疑問が浮かび上がってくる。
墓掘り人夫の経歴の長さについての行は、ハムレットの第1四つ折本（Q1）では言及されておらず、そのテクストにはヨリックは死んで12年だけ経っていると書かれている。さらに、おそらくシェイクスピアの話の種本の1つであるベルフォレでは、アムレートは成人していないといわれている。そして戯曲のための2つの権威のあるテキストのうちの1つである二つ折本（F）の最初のスペルのなかでは、「墓を作るようになってから」どれくらいなのかという質問に対する墓掘り人夫の答えは、"Why heere in Denmarke: I haue bin sixeteene heere, man and Boy thirty yeares.."。それらのコピーテクストがF1であると解釈される現代のテクストさえも、"Sixteene"というのは普通"sexton"（Q2の"sexten"が現代化されたもの)と訳される。しかし、現代のテクストではふつうであるモダナイズしたパンクチュエーションでは"Why heere in Denmarke: I haue bin sixeteene heere—man and Boy thirty yeares."となる。言い換えると、この解釈は、彼は墓掘りを16年やっているがデンマークには30年間住んでいる、ということを示唆している。この論理によれば、墓掘り人夫は30歳であり、一方でハムレットはまだ16歳ということになる。
しかし、教会使用人(sexton)と墓掘り人(grave digger)の違いも考慮しなければならない。教会使用人は、教会の周りやその周辺のエリアの様々な仕事を請け負う。墓掘り人はただ墓を掘る。教会使用人は墓を掘る人もいれば、掘らない人もいる。墓掘り人夫は30年間教会使用人をやっているが、その全ての期間墓を掘っているわけではないという可能性がある。これはこの登場人物の非常にまわりくどい話し方の一例なのかもしれない。
しかしながらこの解釈には欠点がある。二つ折本（F）ではヨリックが死んでからの期間は23年と言われており、つまりハムレットが生まれるときは既に死んでから7年経っているということになる。提案される他の理論は、戯曲は本来ハムレットが16、17歳と想定して書かれたが、シェイクスピアは戯曲を読まれるためではなく演じられるために書いたので、バーベッジ（シェイクスピアの劇で大方いつも主人公を演じていた）が役を演じられるようにこれらの行は変更された、というものである。

## 注
1. ↑  Malone, Kemp (July 1927), “Etymologies for Hamlet” (JSTOR), The Review of English Studies Vol. 3 (No. 11):  257–271
2. ↑  Jones, Ernest (January 1910), “The Oedipus-Complex as an Explanation of Hamlet's Mystery: A Study in Motive” (JSTOR), The American Journal of Psychology Vol. 21 (No. 1.):  72–113
3. ↑  Roth, Steve Hamlet: The Undiscovered Country <http://www.princehamlet.com/chapter_1.html>